# Dalmatica (Reichskleinodien)
Die Dalmatica (oder Dalmatika), auch blaue Tunicella genannt, der Reichskleinodien war ein ursprünglich liturgisches Gewand und wurde Mitte des 12. Jahrhunderts auf Sizilien gefertigt und gehörte später zum Krönungsornat der römisch-deutschen Kaiser.
Sie befindet sich heute in der Weltlichen Schatzkammer in Wien.

## Aussehen

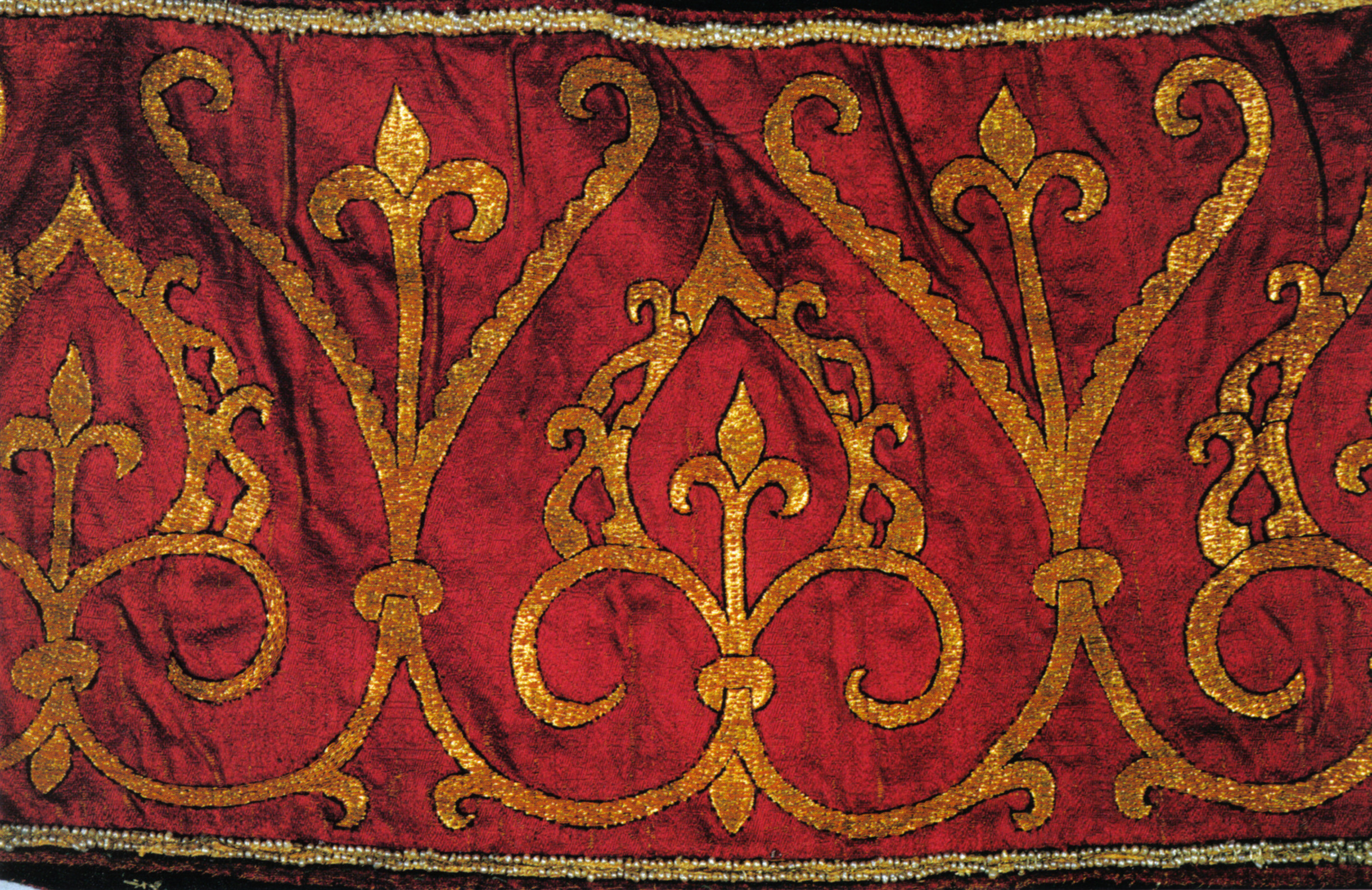
Detail Saumborte der Dalmatica

Die Dalmatica besteht aus einem tiefdunkelblauem, Samit genannten Seidenstoff. Die blaue Farbe ist eine Indigo-Krapp-Färbung. Die gelegentlich anzutreffende Behauptung, die Färbung sei eine Purpurfärbung, ist hingegen nicht korrekt. Die zwanzig Zentimeter breiten Besätzstücke an den Ärmeln und am unteren Saum bestehen aus dem gleichen roten Seidenstoff wie der Stoff des Krönungsmantels. Am oberen und unteren Rand wird die Saumborte durch je zwei Reihen aufgestickter Perlen begrenzt. Als Begrenzung des Halsausschnittes wurde eine Goldborte verwendet, die wiederum von einer Perlenreihe umschlossen wird.
Die Saumborte ist mit Palmettenformen, also palmenförmige Ornamenten, mit schmalen Lilien bestickt. Als Stickereimaterial wurden Goldfäden verwendet. Für die Stickereien an den Armelborten wurden hingegen dünne Goldröhrchen verwendet, durch die die Fäden gezogen wurden.
Das gleiche verwendete Material und die Ähnlichkeit des Stils der Stickereien mit denen des Krönungsmantels legen nahe, dass beide Stücke zeitgleich und damit für den normannischen König auf Sizilien Roger II. in dessen Werkstätten, den Nobiles Officinae, entstanden. Vielleicht gehören beide Stücke sogar ursprünglich zum gleichen Ornat, wie sie auch später zusammen als Krönungsornat der Reichskleinodien dienten.

## Geschichte

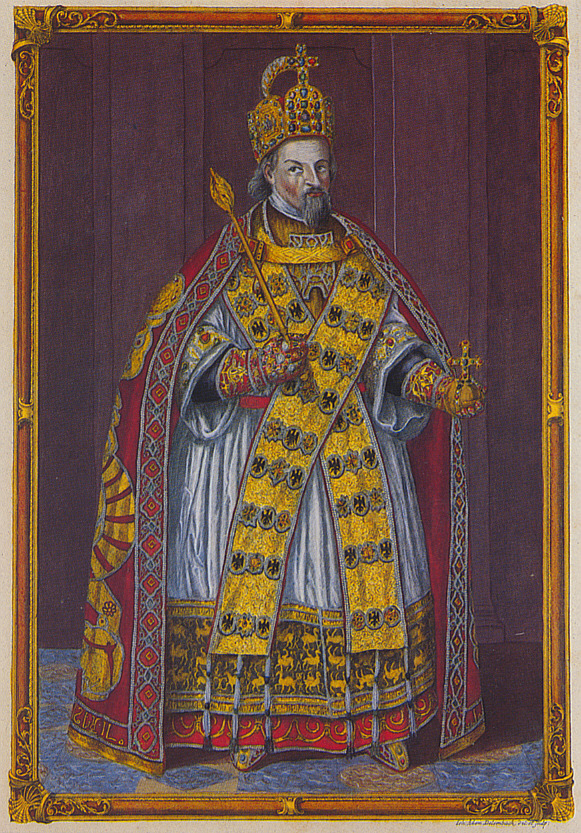
Kaiser Sigismund im Ornat, Kupferstich von Johann Adam Delsenbach

### Entstehung und Erste Erwähnungen
Erstmals sicher nachweisen lässt sich die Dalmatica in der Übergabeurkunde der Reichskleinodien an König Karl IV. aus dem Jahre 1350. Dort wird sie erwähnt als:
eyn blawer rok, geworcht an den armen mit golde vnd mit perlen (Lit.: zitiert nach Seipel et al.)
Aber bereits im Trifels-Inventar von 1246 wird ein Rochk von Samitte erwähnt. Da auch die anderen Stücke des Ornates, also Mantel, Schuhe, Strümpfe und Handschuhe vorhanden sind, kann man wohl davon ausgehen, dass auch hier die Dalmatica beschrieben wird.
Die erste bekannte Darstellung der Dalmatica ist der obige Stich von Johann Adam Delsenbach, auf dem die Dalmatica unter der darübergetragenen weißen Alba sichtbar ist. So sind das Muster der unteren Saumborte und die Armelmanschetten deutlich erkennbar.

### Aufbewahrung in Nürnberg
Die weitere Geschichte der Dalmatica ist untrennbar mit der der anderen Reichskleinodien (siehe dort) verbunden.
Mit diesen wurde die Dalmatica während des Hoch- und Spätmittelalters an verschiedenen Orten im Reich aufbewahrt: zunächst auf dem Trifels, später u. a. in der Burg Karlštejn bei Prag, damals Hauptresidenz der Luxemburger-Dynastie, oder in der Reichsabtei Hersfeld.
Im Jahre 1423 erhielt die Reichsstadt Nürnberg von König Sigismund das Privileg und die Aufgabe, die Reichskleinodien auf ewige Zeiten, unwiderruflich und unanfechtbar aufzubewahren. Dies wurde notwendig, da auf Grund der Hussitenkriege der damalige Aufbewahrungsort in Prag nicht mehr sicher war. In einer im Chor der Nürnberger Heilig-Geist-Kirche aufgehängten Truhe wurden die Reichskleinodien bis kurz vor dem Ende des Reiches aufbewahrt. Einmal im Jahr wurden sie bei der sogenannten Heiltumsweisung öffentlich gezeigt.
Am 3. April 1764 wurde Joseph II. noch zu Lebzeiten und in Anwesenheit seines Vaters, Kaiser Franz I., in Frankfurt zum römisch-deutschen König gekrönt. Aus diesem Anlass wurde für Franz I. eine Nachbildung des Krönungsornates – und damit auch der Dalmatica – angefertigt, damit der Vater nicht hinter seinem Sohn zurückstehen musste und der Sohn dennoch traditionsgemäß in den originalen Gewändern gekrönt werden konnte.